# リック天文台
リック天文台（りっくてんもんだい、Lick Observatory）はアメリカのカリフォルニア大学が所有・管理する天文台である。リック天文台はアメリカ・カリフォルニア州サンノゼの東にあるディアブロ山脈の中のハミルトン山頂に作られている。天文台の研究員は1960年代半ばにカリフォルニア大学サンタクルーズ校 (UCSC) に移り、現在はこの大学が天文台の運営を行なっている。

## 歴史
リック天文台は世界で初めて山頂に作られた天文台である。
この天文台は1876年から1887年にかけて、ジェームズ・リックが寄付した遺産によって建設された。1887年、リックの遺体は望遠鏡の建設予定地の下に、「ジェームズ・リックここに眠る」と書かれた真鍮の銘板とともに埋葬された。
天文台の建設当初、まず建設地までの道路を造る必要があった。建設資材は全て馬車やラバが引く車で建設予定地まで運ばなければならず、急な勾配を上るのは無理だった。そのため、道の勾配を6.5%以下に保つために非常に曲がりくねった道路が造られた。現在の道路（カリフォルニア州道130号線）もこのルートをたどっており、天文台に至る道には全部で365箇所のカーブがある。このため、普段は乗り物酔いをしない人にとってもこの道を通るのは厳しい。この道路はリック天文台で降雪があると閉鎖される。
リック天文台の口径36インチ (91.44cm) 屈折望遠鏡は、1888年1月3日のファーストライト以来、1897年にヤーキス天文台が建設されるまで、世界最大の屈折望遠鏡だった。1888年4月に天文台はカリフォルニア大学評議会によって大学施設として認められ、世界初の常設の山頂天文台となった。この天文台の周辺には市街光や大気汚染がなく、素晴らしい観測環境が得られた。加えて、ハミルトン山頂の夜間の大気は非常にゆらぎが少なく、山頂部分は通常、サンフランシスコ・ベイエリアでしばしば見られる霧が発生する高度よりも高い場所にある。そのため、山頂より低い場所で霧が発生すると、麓の光害が霧によってほとんど完全に遮られる。

## 現在の状態

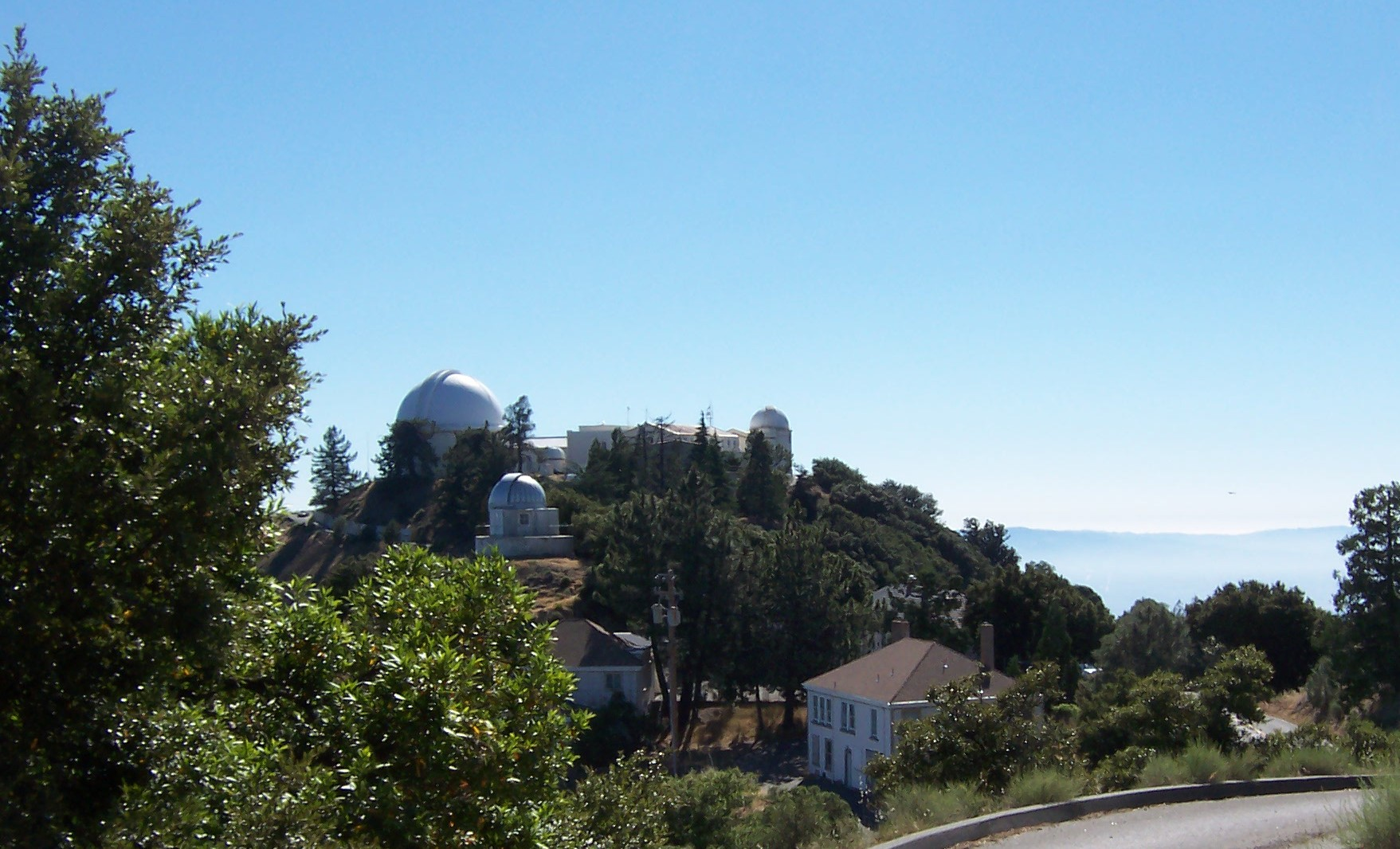
120インチ反射望遠鏡の設置場所から見たリック天文台本館

サンノゼやシリコンバレーの発展とともに、リック天文台では光害が次第に問題となった。1970年代にはモントレーの南東にあるサンタルチア山系の Junipero Serra Peak 山頂に望遠鏡の多くを移転する案が検討されたが、移転のための財源を確保することができなかった。1980年にサンノゼ市は光害を低減する計画を開始し、全ての街灯が低圧ナトリウム灯に交換された。この結果、ハミルトン山は現在も主要な観測を行える天文台として存続している。このサンノゼ市の光害対策の努力を称えて、国際天文学連合は6216番小惑星に San Jose と命名した 。
2006年現在、天文台には23家族が居住しており、また研究のために訪れる UCSC の学生は天文台内の寮を使うことができる。ハミルトン山頂に住むリック天文台職員からなるこの小さな町には警察署や郵便局も存在している。

## 主な発見
リック天文台では以下の天体が発見されている。
- 木星の衛星
  - アマルテア
  - エララ
  - ヒマリア
  - シノーペ
- 太陽系外惑星
  - 三重惑星系

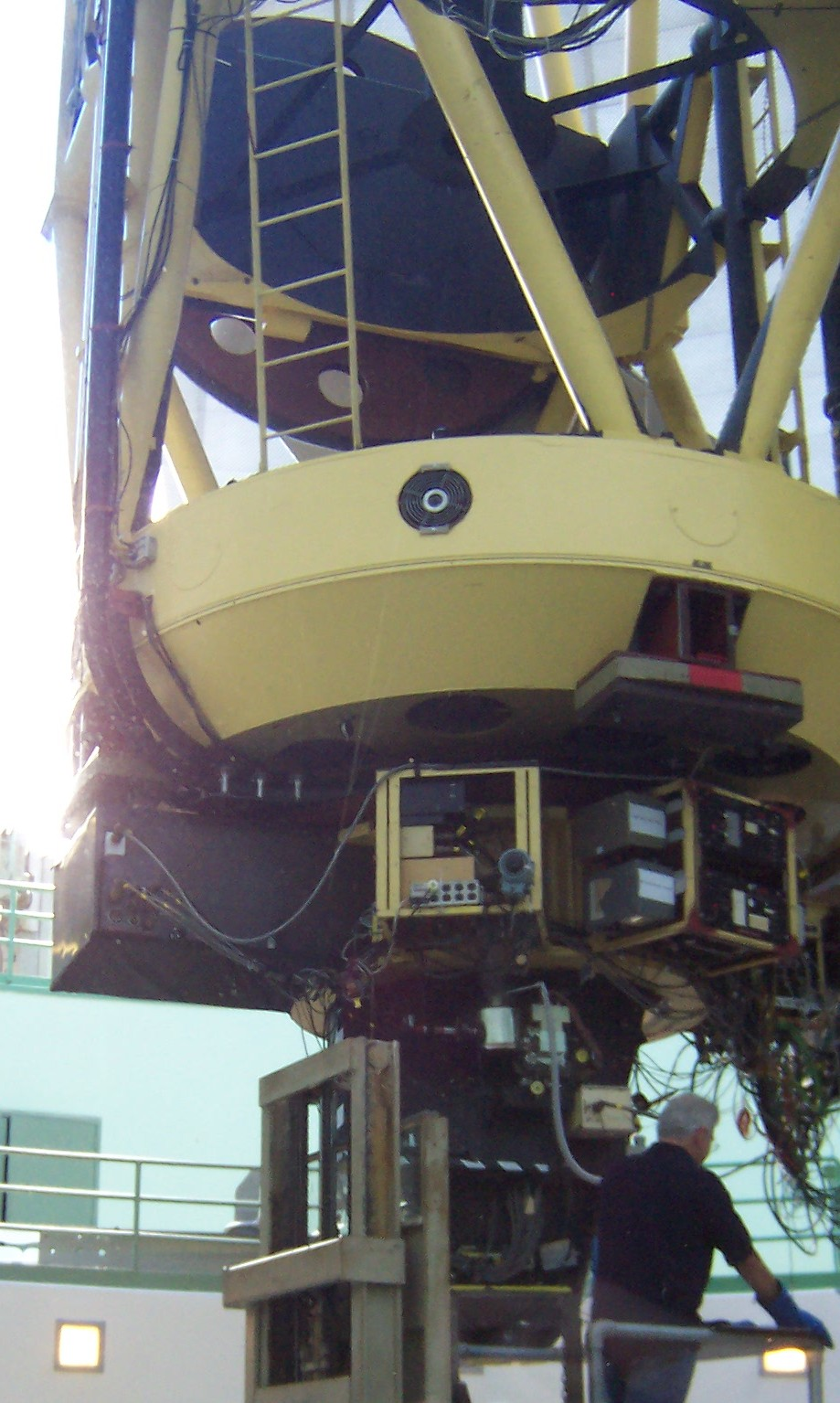
リック天文台の120インチシェーン望遠鏡

    - アンドロメダ座υ星（ホイップル天文台との共同発見）
    - かに座55番星

  - 二重惑星系
    - HD 38529（ケック天文台との共同発見）
    - HD 12661（ケック天文台との共同発見）
    - GJ 876（ケック天文台との共同発見）
    - おおぐま座47番星
- 地球近傍小惑星 (29075) 1950 DA

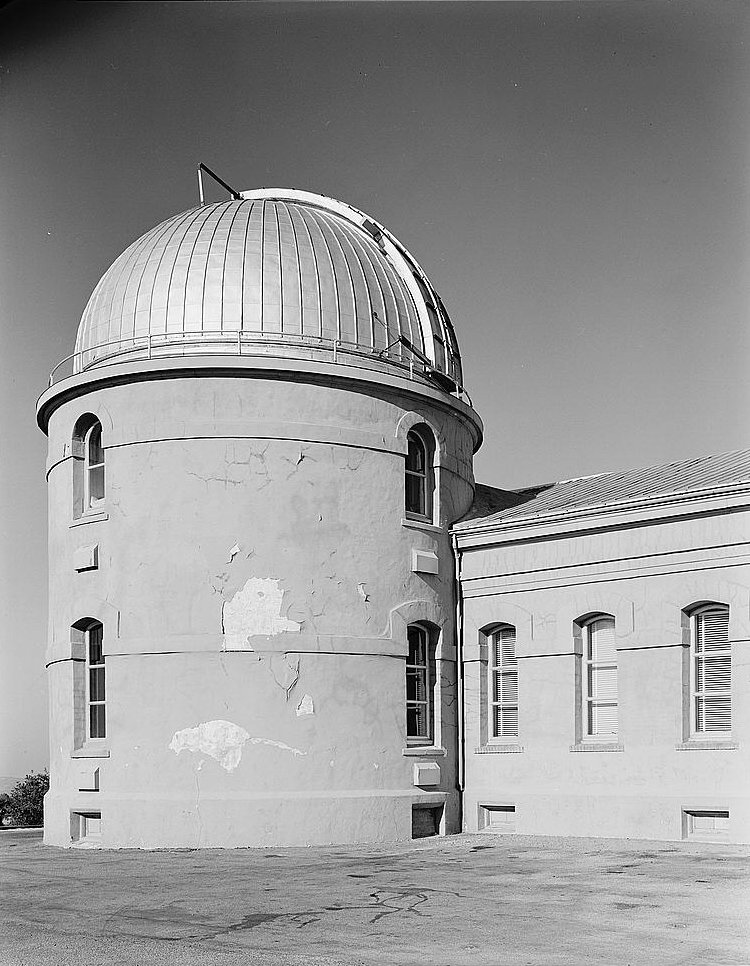
リック天文台の北ドーム

## 観測装置
2003年現在の観測装置と設置場所は以下の通りである。
- C・ドナルド・シェーン 3 m (120-inch) 反射望遠鏡 (Shane Dome, Tycho Brahe Peak)
- ジェームズ・リック 0.9 m (36-inch) 屈折望遠鏡 (South Dome, Main Building, Observatory Peak)
- カーネギー 0.5 m (20-inch) 双眼屈折望遠鏡 (Double Astrograph Dome, Tycho Brahe Peak)
- アンナ・L・ニッケル 1 m (40-inch) 反射望遠鏡 (North (small) Dome, Main Building)
- クロスレー 0.9 m (36-inch) 反射望遠鏡 (Crossley Dome, Ptolemy Peak)
- 0.6 m (24-inch) クーデ補助望遠鏡 (just South of Shane Dome, Tycho Brahe Peak)
- トークマン 0.5 m (22-inch) 反射望遠鏡 (Tauchmann Dome atop the water tank, Huyghens Peak)
- CCD 彗星カメラ 135 mm ニコン カメラレンズ ("The Outhouse" Southwest of the Shane Dome, Tycho Brahe Peak)
- カッツマン自動撮像望遠鏡 (KAIT) 76 cm 反射望遠鏡 (24-inch Dome, Kepler Peak)
- 自動惑星検出望遠鏡（2013年8月ファーストライト）